# Az Út (folyóirat, 1915–1944)
Az Út Kolozsvárt 1915-ben indított református egyházi folyóirat. Főszerkesztője előbb Ravasz László volt, 1919-ben, az összeomlás, majd főszerkesztőjének Magyarországra távozása miatt megjelenése átmenetileg szünetelt, 1923 tavaszán indította újra Imre Lajos, Makkai Sándor és Tavaszy Sándor. Július és augusztus kivételével havonta jelent meg, impresszuma szerint „a lelkipásztori és nevelői munka” segítésére. Ennek megfelelően a hitbéli tanítást szolgáló cikkek, tanulmányok mellett a lelkészek mindennapi munkájának gyakorlati feladatai terén is segítséget kívánt nyújtani: közösségszervezési és -nevelési, kulturális, sőt gazdasági vonatkozású írásokat is közölt. Különös figyelemmel fordult az ifjúsági és a gyermeknevelés gyakorlati feladatai, a fiatalok vallásoktatásának és lelki-szellemi fejlődésének kérdései felé. Ezt a törekvését jelzik mellékletei is: az 1924-ben indított gyermeklap, Az Én Kicsinyeim és az 1927–30 között megjelentetett Vasárnapi Iskola. Tartalmában is kifejezést nyert az, hogy társlapjaiként tartotta számon a serdültebb ifjúság számára kiadott Ifjú Erdélyt és a református lelkésztovábbképzés magasabb szintű folyóiratait, a Kálvinista Világot és a Kiáltó Szót.
A folyóirat népszerű könyvsorozatokat is megjelentetett: 1923–25-ben Tavaszy Sándor szerkesztésében Az Út Könyvtárát, amelyben egyházi tárgykörű kötetek (1925-ben A református presbiter kiskátéja; a több kiadást is megért Maradj velem! c. elmélkedés- és imádságoskönyv) mellett, Roska Márton összeállításában egy Néprajzi feladatok Erdélyben c. kiadvány is megjelent (1923), amelyben felhívták a falura kerülő lelkészek figyelmét a népművészet értékeinek jelentőségére. Ugyancsak az ő gondozásukban látott napvilágot 1924–31 között az Ünnepnapok c. könyvsorozat, benne többek között Bakk József, Baksay Sándor, Derzsi Endre, Gyallay Pap Domokos, Makkai Ernő, Makkai Sándor elbeszéléseivel, Illyés Géza Bethlen Miklós, illetve gróf Mikó Imre portréját megrajzoló, Tavaszy Sándor Kálvin életét végigkísérő nagyobb tanulmányával, Tildy Zoltán Mózes perbe száll az Úrral c. elmélkedésével.
A folyóirat önálló kiadásában több könyv is megjelent, így Makkai Sándornak Az élet fejedelme c. elbeszéléskötete (Kolozsvár, 1924) és Az erdélyi református egyházi irodalom 1850-től napjainkig c. áttekintése (Kolozsvár, 1925), Bartók György könyve Immanuel Kantról (Kolozsvár, 1925), Reményik Sándor Egy eszme indul c. verskötete (Kolozsvár, 1925).
1944 júniusában – a szokásos nyári szünet előtt – került ki a nyomdából a folyóirat utolsó száma, szeptemberben a Kolozsvárhoz közeledő front miatt már nem indult újra.
Hasábjain a két világháború közötti évtizedek szinte minden számottevő református írója, tollforgatója közölt: a református teológia tudós professzorai (Gönczy Lajos, Imre Lajos, Nagy Géza, Tavaszy Sándor), az egyházi közélet személyiségei (László Dezső, Makkai Sándor, Pilder Mária, Vásárhelyi János), a kortárs és későbbi egyházi író- és tudósnemzedék (Borbáth Dániel, Dávid Gyula, Geréb Pál, Horváth Jenő, Kádár Géza, Kozma Tibor, Maksay Albert, Mózes András, Musnai László, ifj. Nagy Géza, Nagy József, M. Nagy Ottó, K. Tompa Artúr, Tőkés István), a lelkipásztori munka gyakorlati tapasztalatait közvetítő lelkészek (Ady László, Bedő Béla, Kertész Márton, Nagy Lajos, Olajos László, Orth Imre, Pálffy Károly, Sárközy Endre, Sinka József), más protestáns egyházak szerzői (Kiss Béla, Járosi Andor), az erdélyi tudományosság jeles képviselői (Lévai Lajos, Szabó T. Attila). Itt is megjelentek a kelet-ázsiai misszióban dolgozó Babos Sándor írásai, beszámolói mandzsúriai munkájáról, az ottani élet mindennapjairól.
Közölt a lap olykor magyarországi szerzőktől is (Mátyás Ernő, Rábold Gusztáv).